# Montlhéry
Montlhéry (prononcé [mɔ̃leʁi] ) est une commune française située dans le département de l’Essonne en région Île-de-France.
Éminente cité du Hurepoix, fief de la famille de Montlhéry depuis l’an 991 puis domaine royal à partir de 1118, Montlhéry est célèbre pour sa tour, la bataille qui s’y déroula le 16 juillet 1465 et sa présence stratégique sur l’axe historique majeur de Paris à Orléans, aujourd’hui l'ancienne route nationale 20.
Elle donne son nom au camp militaire du 121e régiment du train et, en partie, à l’autodrome de Linas-Montlhéry, tous deux situés sur les territoires de communes proches.
Ses habitants sont appelés les Montlhériens.

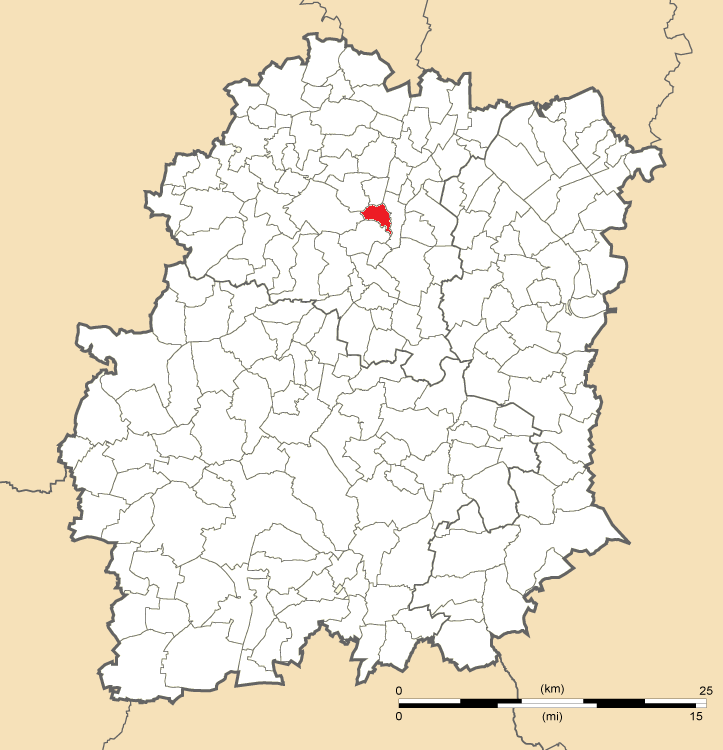
Position de Montlhéry en Essonne.

## Géographie

### Situation
Montlhéry est située dans la banlieue parisienne, au cœur de la région naturelle du Hurepoix, entre le plateau de Courtabœuf au nord-ouest et la vallée de l’Orge à l’est. Son territoire s’étage entre soixante-quatre et cent cinquante-deux mètres, mais le centre-ville et la plupart des constructions se trouvent sur une colline culminant à cent trente-sept mètres, composée de grès et de sable recouvrant une couche de marne. Elle n’occupe que trois cent vingt-huit hectares approximativement placés dans un trapèze orienté nord-est — sud-ouest de trois kilomètres de base, deux kilomètres de côtés et deux kilomètres de sommet. La majeure partie de ce territoire est urbanisé avec cent-quatre-vingt-six hectares construits et soixante-trois hectares non construits, ne laissant que quatre-vingt hectares, soit 24 % d’espace à caractère rural.
La commune est traversée du nord au sud en son milieu par la route nationale 20 qui forme une « tranchée » entre le centre ancien et les nouveaux quartiers gagnés sur les cultures. Perpendiculairement, la route départementale 446 traverse la commune en passant par le centre-ville d’ouest en est. La route des Templiers aussi appelée routes départementales 133 puis 35 qui mènent successivement de Brétigny-sur-Orge aux Ulis forment une rocade passant à l’est et au nord de la commune et servant de frontière avec Longpont-sur-Orge.
Montlhéry est située à vingt-cinq kilomètres au sud-ouest de Paris-Notre-Dame, point zéro des routes de France, treize kilomètres à l’ouest d’Évry, huit kilomètres au sud-est de Palaiseau, vingt-cinq kilomètres au nord-est d’Étampes, six kilomètres au nord-est d’Arpajon, quinze kilomètres au nord-ouest de Corbeil-Essonnes, dix-huit kilomètres au nord-ouest de La Ferté-Alais, vingt et un kilomètres au sud-est de Versailles, vingt-trois kilomètres au nord-est de Dourdan et trente kilomètres au nord-ouest de Milly-la-Forêt.

### Hydrographie
Montlhéry n'a pas de rivière sur son territoire, l’Orge passe en contrebas dans la vallée dans la commune voisine de Longpont-sur-Orge. Seuls quelques ruisseaux, pour la plupart souterrains, descendent du plateau de Courtabœuf et de la commune voisine de Nozay. Un petit lac, dont un tiers seulement se trouve sur le territoire communal, est situé en bordure de la route des Templiers à la frontière avec Longpont-sur-Orge.

### Relief et géologie
Le nom de Montlhéry est formé sur le mot « mont » et la commune est en effet majoritairement située sur un petit monticule entre le plateau de Courtabœuf au nord-ouest et la vallée de l’Orge à l’est. De fait, le territoire communal s’étage entre soixante-quatre mètres relevés dans la plaine descendant vers la rivière à l’est et 152 mètres à la frontière avec Nozay et le plateau. Le centre-ville historique est construit sur un promontoire rocheux culminant à 137 mètres, descendant en pente douce au nord et à l’est où sont installées les constructions et beaucoup plus rapidement au sud dans la commune de Linas. Situé dans le Bassin parisien, le sous-sol de la commune est composé de couches successives de sable et de meulière, de marne, gypse et calcaire.

### Communes limitrophes
| Nozay      | La Ville-du-Bois |                   |
| Marcoussis | Montlhéry        | Longpont-sur-Orge |
|            | Linas            |                   |

### Voies de communication et transports
Montlhéry est traversée au milieu de son territoire par la route nationale 20 du nord au sud. Son centre-ville est situé au croisement de cet axe national et de la route départementale 446, voie de communication traversant tout le département d’ouest en est. À l’est passe la route départementale 133 qui forme une rocade complétée au nord par la route départementale 35. Elle est aussi située à deux kilomètres au nord de la Francilienne, périphérique régional. Cette dernière permet de rallier rapidement l’autoroute A10 à sept kilomètres à l’ouest et l’autoroute A6 à onze kilomètres.
Aucune ligne ferroviaire ne passe à Montlhéry, la gare de Saint-Michel-sur-Orge sur la ligne C du RER est située à trois kilomètres du centre-ville, elle permet d’accéder directement à Paris-gare d’Austerlitz. La gare de Massy TGV est elle accessible par la route nationale 20 à dix kilomètres. Elle communique avec la gare de Massy - Palaiseau sur le réseau RER C et RER B.
L’aéroport de Paris-Orly est situé à douze kilomètres au nord-ouest, il est accessible par la route nationale 20 puis la branche commune à l’autoroute A10 et l’autoroute A6. L’aéroport de Paris-Charles-de-Gaulle est lui accessible par la route par la Francilienne ou en passant par Paris.
Plusieurs lignes du réseau de bus Île-de-France Ouest, du réseau de bus Paris-Saclay et de Cœur d'Essonne desservent la commune.

### Climat
Pour des articles plus généraux, voir Climat de l'Île-de-France et Climat de l'Essonne.
En 2010, le climat de la commune est de type climat océanique dégradé des plaines du Centre et du Nord, selon une étude du CNRS s'appuyant sur une série de données couvrant la période 1971-2000. En 2020, Météo-France publie une typologie des climats de la France métropolitaine dans laquelle la commune est exposée à un climat océanique altéré et est dans la région climatique Sud-ouest du bassin Parisien, caractérisée par une faible pluviométrie, notamment au printemps (120 à 150 mm) et un hiver froid (3,5 °C).
Pour la période 1971-2000, la température annuelle moyenne est de 11,2 °C, avec une amplitude thermique annuelle de 15,4 °C. Le cumul annuel moyen de précipitations est de 675 mm, avec 11,4 jours de précipitations en janvier et 7,8 jours en juillet. Pour la période 1991-2020, la température moyenne annuelle observée sur la station météorologique la plus proche, située à Brétigny-sur-Orge à 4 km à vol d'oiseau, est de 11,9 °C et le cumul annuel moyen de précipitations est de 628,9 mm,. Pour l'avenir, les paramètres climatiques de la commune estimés pour 2050 selon différents scénarios d'émission de gaz à effet de serre sont consultables sur un site dédié publié par Météo-France en novembre 2022.
| Mois                                  | jan.           | fév.           | mars            | avril         | mai             | juin           | jui.           | août           | sep.           | oct.            | nov.            | déc.             | année      |
| ------------------------------------- | -------------- | -------------- | --------------- | ------------- | --------------- | -------------- | -------------- | -------------- | -------------- | --------------- | --------------- | ---------------- | ---------- |
| Température minimale moyenne (°C)     | 1,7            | 1,5            | 3,6             | 5,7           | 9,2             | 12,5           | 14,4           | 14,1           | 11             | 8,2             | 4,5             | 2,2              | 7,4        |
| Température moyenne (°C)              | 4,5            | 5              | 8,1             | 10,9          | 14,5            | 17,9           | 20,2           | 20             | 16,4           | 12,4            | 7,7             | 4,9              | 11,9       |
| Température maximale moyenne (°C)     | 7,2            | 8,5            | 12,6            | 16,2          | 19,8            | 23,4           | 26             | 25,9           | 21,8           | 16,6            | 10,9            | 7,6              | 16,4       |
| Record de froid (°C) date du record   | −20,6 08.01.10 | −17 23.02.1963 | −10,7 13.03.13  | −4,7 11.04.03 | −1,9 07.05.1957 | 1,4 05.06.1991 | 3,8 01.07.1960 | 3,7 28.08.1974 | 0,2 17.09.1971 | −4,5 29.10.1985 | −9,6 24.11.1998 | −16,4 29.12.1964 | −20,6 2010 |
| Record de chaleur (°C) date du record | 15,8 27.01.03  | 20,2 27.02.19  | 25,3 25.03.1955 | 29,4 20.04.18 | 32 28.05.17     | 37,3 18.06.22  | 42 25.07.19    | 39,7 06.08.03  | 35,4 08.09.23  | 30,3 01.10.1985 | 22,1 07.11.15   | 16,8 17.12.15    | 42 2019    |
| Précipitations (mm)                   | 48,2           | 44,9           | 45              | 44,6          | 61,4            | 55,6           | 53,1           | 57,7           | 48,6           | 52,6            | 54,5            | 62,7             | 628,9      |

### Lieux-dits, écarts et quartiers
Le territoire de la commune est peu étendu, il se compose principalement du centre-ville au pied de l’ancien château et de l’autre côté de la route nationale 20 des lieux-dits les Becquerettes et le Bel Égout à la frontière de Nozay.

### Occupation des solssimplifiée
Le territoire de la commune se compose en 2017 de 18,66 % d'espaces agricoles, forestiers et naturels, 15,34 % d'espaces ouverts artificialisés et 66 % d'espaces construits artificialisés.

## Urbanisme

### Typologie
Au 1er janvier 2024, Montlhéry est catégorisée grand centre urbain, selon la nouvelle grille communale de densité à sept niveaux définie par l'Insee en 2022.
Elle appartient à l'unité urbaine de Paris, une agglomération inter-départementale regroupant 407  communes, dont elle est une commune de la banlieue,,. Par ailleurs la commune fait partie de l'aire d'attraction de Paris, dont elle est une commune du pôle principal,. Cette aire regroupe 1 929 communes,.

## Toponymie
Montlhéry est attesté sous les formes Mons Ætricus en 768, Aetricus mons et Aeterico monte en 798, de monte Leterico vers 1061, Mons Lethericus en 1146,, Mons Lehericus[Quand ?] puis Mons Leodoricus[Quand ?], Mont le Hery en 1465, Mont-l'Hery en 1782.
Il s'agit d'un type toponymique médiéval composé du nom commun mont et du nom de personne germanique Leotheric / Leoderic (autrement Liuderich, forme du vieux haut allemand).
Les formes anciennes en Aetr- / Aeter- résultent d'une mauvaise latinisation, car le L initial a été pris pour l'article défini masculin français le qui n'existe pas en latin. Quant aux consonnes t / d de l'anthroponyme Leoteric ou Leoderic, elles se sont régulièrement amuïes en français, d'où l'élément -lehry, forme contractée de Leoteric.

## Histoire
Longtemps, Montlhéry tire parti de sa position favorable, comme d'autres villages d'Île-de-France, le long de la route reliant Paris à Orléans, axe stratégique[évasif]. L'évolution des voies de communication place la ville dans un certain isolement ; comme ses voisines, elle se centre sur l'activité de maraîchage, favorisée par la qualité des sols et la demande de Paris, proche.

### Origines
La présence humaine est attestée dès le Néolithique par la découverte de pierres taillées et polies et de poteries.
La voie romaine reliant Paris à Orléans est longtemps essentielle. Elle profite aux villages qui lui sont riverains, tels que Montlhéry, lequel dispose, de surcroît, d'une butte dominant les alentours.
La première mention de Montlhéry, sous le nom de Mons Ætricus remonte à l’an 768 lorsqu’une charte royale signée par Pépin le Bref donnait le territoire à l’abbaye de Saint-Denis, domaine qui appartenait depuis le règne de Clovis à l’abbaye Saint-Rémi de Reims situé sur l’antique voie gauloise puis romaine de Lutèce à Cenabum. Cette donation fut confirmée en 774 par Charlemagne.

### Moyen Âge

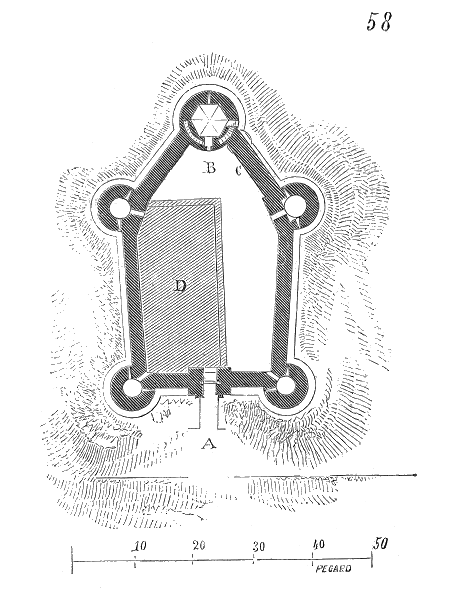
Plan du château de Montlhéry.

À partir de 991, Thibaud File Étoupe, fils du seigneur de Montmorency et baron de Hugues Capet, acquit la terre de Montlhéry pour y construire un premier château achevé en 1015 et fonder la famille de Montlhéry. Cet épisode est rapporté par Aimoin de Fleury dans son ouvrage Histoire des Français sous les termes : « Temporis Roberti regis, Théobaldus cognomine Filans Stupas, forestarius ejus, firmavit Montemlethericum »,. De fait, Gui Ier de Montlhéry et son épouse Hodierne de Gometz furent les premiers seigneurs de Montlhéry. Leur fils Milon Ier de Montlhéry fut marié à la fille du comte Étienne II de Blois, ce qui permit à son fils Milon II de Montlhéry de devenir seigneur de Bray-sur-Seine et vicomte de Troyes.
Ce lien avec la Maison de Montmorency explique le blasonnement des seigneurs de Montlhéry puis de la commune, puisqu’ils conservèrent les armes originelles de la famille.

### Montlhéry, domaine royal
Les vandalismes pratiqués par ces seigneurs et cette puissance faisant ombrage au domaine royal français naissant, le roi Philippe Ier de France décida de marier son premier fils Louis à Lucienne de Rochefort-Montlhéry. Ensuite, le seigneur de Montlhéry Gui II de Montlhéry étant mort après sa désertion devant le siège d'Antioche pendant la Première croisade, Milon II revendiqua la seigneurie. Louis VI la lui attribua, mais son assassinat en 1118 par Hugues de Crécy laissa le domaine à Élisabeth, fille de Gui II, mariée à Philippe de France, fils d’un second mariage du roi Philippe Ier, le père de Louis VI. Dès lors le domaine était totalement la propriété du roi, ce dernier décida de démanteler la forteresse à l’exception de la tour, d’en faire une résidence royale et d’en confier la gestion à un prévôt en 1118.
En 1160, de retour de la deuxième croisade, Louis VII y séjourna et fit construire la léproserie et la chapelle Notre-Dame du Mont Carmel. Vers 1200 avec la réorganisation de l’État voulue par Philippe-Auguste, Montlhéry fut le centre d’une prévôté qui s’étendait de Mons et Athis au nord à Lardy et La Ferté-Alais au sud et de Vert-le-Grand à l’est au Val-Saint-Germain et Angervilliers à l’ouest. En 1227, pendant la régence de Blanche de Castille, le jeune roi Louis IX sur la route de Vendôme s’y abrita pour se protéger d’une révolte féodale et fut secouru par les milices parisiennes. En souvenir, il fit ériger la chapelle du château.
Sous Philippe le Bel, la tour servit de prison pour le comte de Flandre Gui de Dampierre et le visiteur en France de l’ordre du Temple Hugues de Pairaud. Au cours la guerre de Cent Ans, située sur la route stratégique entre Paris et Orléans et entre Chartres et Melun, Français et Anglais se l’approprièrent à tour de rôle. En 1389, la reine Isabeau de Bavière y pacifia les relations entre Louis Ier d'Orléans et Philippe II de Bourgogne. En 1417, Jean, duc de Bourgogne, campa à Châtillon, y resta huit jours pendant lesquels son armée pilla les villages d'alentour, puis vint faire le siège de Montlhéry. La paix avec l’Angleterre retrouvée, en 1440 le château fut impliqué dans la Praguerie.
Puis le 16 juillet 1465 se déroula la bataille de Montlhéry, qui opposa la Ligue du Bien public, coalition des ducs Philippe III de Bourgogne, Jean II de Bourbon et François II de Bretagne voulant impressionner et obtenir des concessions du roi Louis XI. Réunissant 32 000 hommes, elle fit entre 6 et 10 000 victimes. Aux conséquences peu tranchées, elle contribua à affaiblir le pouvoir royal, comme l'illustrent les nombreuses désertions, la Ligue étant rejointe par Jean II de Lorraine. Néanmoins, le roi parvint à dissoudre la Ligue par les traités de Conflans, Saint-Maur et Caen.

### Le déclin dès la Renaissance

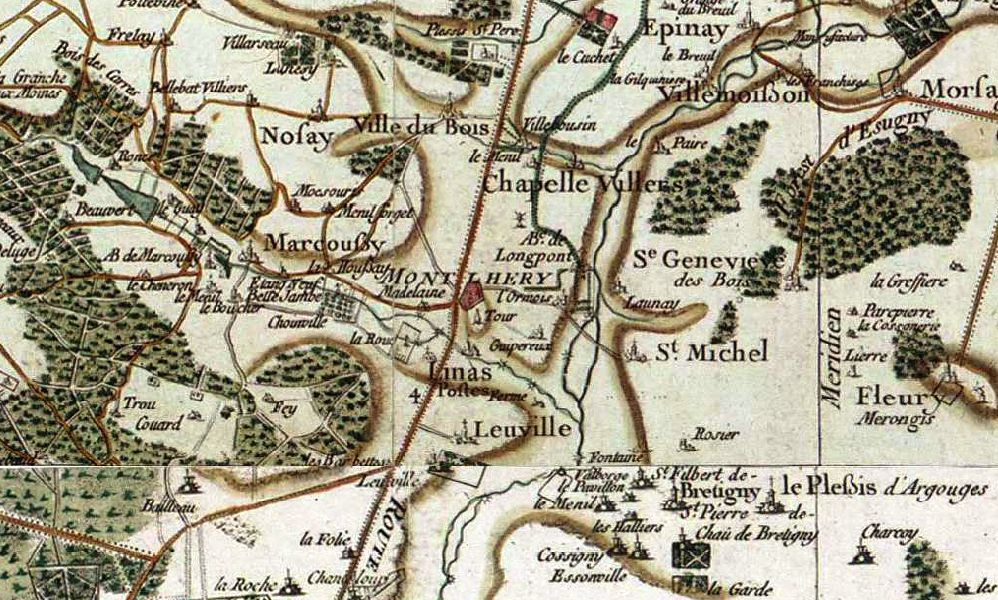
Carte de « Montlhery » selon Cassini.

C’est le 6 avril 1529 que François Ier décida de supprimer la prévôté pour en faire une châtellenie dont le seigneur lui versait un loyer. Ce fut François de Pérusse des Cars qui fut le premier comte de Montlhéry.
Dès 1540, les habitants réclamèrent et obtinrent de François Ier l’érection de murailles, tant pour se protéger des voleurs que de l’ennemi. Les campagnes étaient en effet la proie des mauvais-garçons, souvent des brigands, mercenaires, lansquenets et reîtres démobilisés. Celles-ci n’empêchèrent pas à la ville d’être prise et érigée en quartier général du prince de Condé, calviniste, lors des guerres de Religion.
En 1587, Henri III ordonna la reconstruction des fortifications, puis en 1591, Henri IV après son séjour de 1590, décida de l’abandon de la forteresse et autorisa les habitants à utiliser les pierres, ne laissant que la tour intacte. Il revint toutefois à Montlhéry en 1596, accompagné du pape Léon XI.
Au XVIe siècle, Claude Chastillon réalisa deux gravures représentant le bourg de Montlhéry et la face méridionale du château. En 1627, elle revint à Gaston d’Orléans, frère du roi Louis XIII. Le domaine fut ensuite transmis à plusieurs seigneurs engagistes, dont Armand du Plessis, futur Cardinal de Richelieu de 1603 à 1660 et Philippe de Noailles de 1764 à sa mort en 1794, guillotiné par les révolutionnaires. Le domaine de Montlhéry fut alors vendu comme bien national.

### Temps modernes

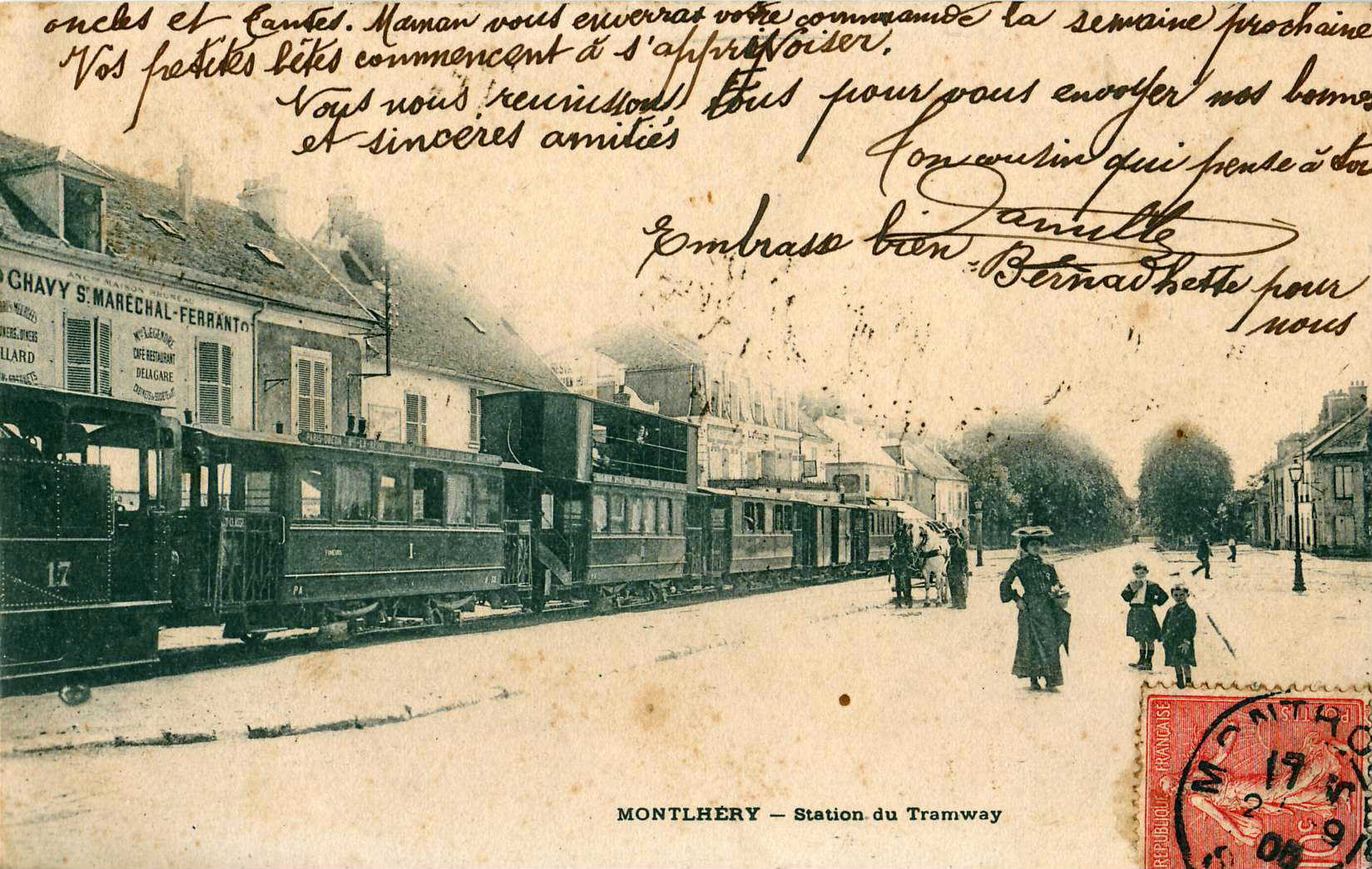
L’Arpajonnais en station de Montlhéry, avant 1905.
Ce tramway circula de 1894 à 1936.

De la Révolution au XIXe siècle, il existe peu d'informations sur l’histoire de Montlhéry.
Gros bourg de 1 400 habitants lors du premier recensement de 1793, la population était certainement occupée entre les travaux de maraîchage et le commerce sur la route de Paris à Orléans. Dès le début du XIXe siècle, la tour fut utilisée par les scientifiques. Point culminant au sud de Paris, elle offre un panorama s’étendant sur trente kilomètres. Ainsi, la nuit du 21 juin 1822, Arago y fit tirer deux coups de canon croisés pour mesurer la vitesse du son entre Montlhéry et l’observatoire de Villejuif. En 1823, Claude Chappe y installa un relais télégraphique sur la ligne entre Paris et Bayonne, et le 5 juin 1874, Alfred Cornu tenta de calculer la vitesse de la lumière entre la tour et l’Observatoire de Paris. De 1818 à 1837, un moulin à vent était disposé sur la butte près de Nozay.
Entretemps, la guerre de 1870 fit des ravages dans la commune. Position stratégique, elle fut investie par les Prussiens qui la pillèrent et organisèrent des exactions.
Si la commune fut oubliée lors du recensement de 1866, les registres communaux permettent tout de même de dénombrer 131 morts. Le 5 février 1894, l’Arpajonnais arriva dans la commune, la reliant par chemin de fer aux halles de Paris avec un embranchement vers Marcoussis. Mais les restrictions de la Première Guerre mondiale menacèrent le trafic, accentuant les privations de la population déjà durement touchée par la perte de 79 Montlhériens au front. De fait, l’exploitation du chemin de fer sur route cessa le 15 décembre 1936 entre Longjumeau et Arpajon.
En 1924, l’industriel Alexandre Lamblin ambitionne de doter Paris d’un anneau de vitesse pour les sports mécaniques. Il fait l'acquisition du plateau de Saint-Eutrope à Linas, le circuit prenant le nom d’Autodrome de Linas-Montlhéry.
Plus tard, le 15 juin 1940, l’armée allemande envahit le pays et arriva à Montlhéry. Les occupants installèrent la TSF puis un poste d’écoute et d’observation couplé aux batteries de DCA. Le maréchal Pétain visita la ville, notamment la Kommandantur installée au château de la Souche jusqu’en 1943. Entre 1941 et 1942 Jean et Lydie Bouteilly, directeurs d'un pensionnat à Monthléry, et Angèle Soyez et Angelo Tamietti, habitant rue Luisant, cachèrent des enfants juifs pendant la Shoah. À la suite du débarquement, le 18 août 1944 les FFI d’Orsay endommagèrent un char Tigre sur la route de Marcoussis. Le 22 août 1944, la 4e division d’infanterie américaine remontant la route nationale 20 libéra la ville et la quitta dès le 23, laissant la place à la division Leclerc le 24.
Le 1er janvier 1968, après le démembrement du département de Seine-et-Oise, Montlhéry fut intégrée au nouveau département français de l’Essonne et abandonna son ancien code postal, le 78425.
Dès lors, la commune connut l’évolution d’une petite ville de banlieue, l’agriculture laissant la place aux grandes surfaces en bord de route nationale 20, valorisant son histoire millénaire par la mise en place d’un office de tourisme. Le 24 juillet 1993, la commune fut l’avant-dernière ville-étape du Tour de France 1993.

## Politique et administration

### Politique locale
Montlhéry est rattachée au canton de Longjumeau représenté par les conseillers départementaux Sandrine Gelot-Rateau et Claude Pons (LR). Son maire actuel est Claude Pons (LR), elle est rattachée à la quatrième circonscription de l'Essonne représentée par la députée Marie-Pierre Rixain (LREM) depuis juin 2017. Vingt-neuf élus siègent au conseil municipal répartis en vingt-quatre conseillers municipaux divers droite et cinq élus divers droite d’opposition.
La commune de Montlhéry est enregistrée au répertoire des entreprises sous le code SIREN 219 104 254. Son activité est enregistrée sous le code APE 8411Z. Quatre comités de quartier sont implantés dans la commune selon le découpage électoral.
En 2009, la commune disposait d’un budget de 10 431 000 € dont 7 679 000 € de fonctionnement et 2 752 000 € d’investissement, financés à 36,25 % par les impôts locaux, la dette municipale s’élevait la même année à 7 709 000 €. Les taux d’impositions en 2009 s’élevaient à 13,52 % pour la taxe d'habitation, 11,83 % et 70,72 % pour la taxe foncière sur le bâti et le non-bâti, la taxe professionnelle fixée par l’intercommunalité s’élevait à 10,20 %. Elle dispose d’un centre communal d'action sociale. En 2009, la commune disposait sur son territoire de deux cent vingt-neuf logements sociaux géré par cinq bailleurs, soit seulement 9 % du parc total, bien en deçà des préconisations de la loi relative à la solidarité et au renouvellement urbains.
La commune était le siège de la Communauté de communes Cœur du Hurepoix regroupant Montlhéry, Longpont-sur-Orge, Nozay et Villejust et du syndicat intercommunal de la région de Montlhéry qui groupe Montlhéry, Linas, Longpont-sur-Orge et La Ville-du-Bois. En 2013, elle intégra la communauté d'agglomération Europ'Essonne. En outre, elle adhère à la Maison pour l’emploi interterritoriale d’Essonne ouest, au Conseil intercommunal de sécurité et de prévention de la délinquance, à la Charte d’aménagement de la route nationale 20 et au syndicat mixte de la vallée de l’Orge aval pour la préservation de l’environnement. En 2005 et 2006, la commune a reçu le label « Ville Internet @@ », et en 2007 et 2008 le label @@@, puis le label deux @ en 2011 et de nouveau trois @ au palmarès 2012.

### Liste des maires
Vingt-huit maires se sont succédé à la tête de l’administration municipale de Montlhéry depuis l’élection du premier en 1789.

### Tendances et résultats politiques
Montlhéry est une commune relativement ancrée à droite sans verser vers l’extrême droite, en ce sens, politiquement, elle se rapproche de l’électorat d’un bourg de province, allant même à l’encontre des votes de la région en plaçant la liste de Jean-François Copé (UMP) en tête, dix points au-dessus de la moyenne départementale. De même, alors que le département refusait le Traité de Rome à 50,71 % les Montlhériens l’approuvaient à 54,59 %. Lors de l’élection législative de 2007, la députée Nathalie Kosciusko-Morizet (UMP) fut largement réélue à 56,09 %, les électeurs de Montlhéry la plébiscitèrent jusqu’à 65,82 %. En 2008, les luttes fratricides à droite entre le maire sortant (Lucien Pornin), et son premier adjoint (Claude Pons) n’a toutefois pas profité au candidat divers gauche qui n’a récolté que 19,80 % des suffrages au second tour, se classant troisième.

#### Élections présidentielles, résultats des deuxièmes tours
- Élection présidentielle de 2002 : 82,34 % pour Jacques Chirac (RPR), 17,66 % pour Jean-Marie Le Pen (FN), 80,17 % de participation[68].
- Élection présidentielle de 2007 : 64,60 % pour Nicolas Sarkozy (UMP), 35,40 % pour Ségolène Royal (PS), 84,99 % de participation[69].
- Élection présidentielle de 2012 : 59,53 % pour Nicolas Sarkozy (UMP), 40,47 % pour François Hollande (PS), 80,77 % de participation[70].
- Élection présidentielle de 2017 : 65,67 % pour Emmanuel Macron (LREM), 34,33 % pour Marine Le Pen (FN), 77,23 % de participation.

#### Élections législatives, résultats des deuxièmes tours
- Élections législatives de 2002 : 66,33 % pour Pierre-André Wiltzer (UMP), 33,67 % pour Marianne Louis (PS), 58,83 % de participation[71].
- Élections législatives de 2007 : 65,82 % pour Nathalie Kosciusko-Morizet (UMP), 34,18 % pour Olivier Thomas (PS), 56,49 % de participation[72].
- Élections législatives de 2012 : 60,61 % pour Nathalie Kosciusko-Morizet (UMP), 39,39 % pour Olivier Thomas (PS), 58,17 % de participation[73].
- Élections législatives de 2017 : 53,18 % pour Agnès Evren (LR), 46,82 % pour Marie-Pierre Rixain (LREM), 41,64 % de participation.

#### Élections européennes, résultats des deux meilleurs scores
- Élections européennes de 2004 : 21,37 % pour Harlem Désir (PS), 18,37 % pour Patrick Gaubert (UMP), 43,56 % de participation[74].
- Élections européennes de 2009 : 35,21 % pour Michel Barnier (UMP), 18,40 % pour Daniel Cohn-Bendit (Europe Écologie), 40,67 % de participation[75].
- Élections européennes de 2014 : 25,10 % pour Aymeric Chauprade (FN), 21,27 % pour Alain Lamassoure (UMP), 43,07 % de participation.
- Élections européennes de 2019 : 25,68 % pour Nathalie Loiseau (LREM), 21,05 % pour Jordan Bardella (RN), 50,95 % de participation.

#### Élections régionales, résultats des deux meilleurs scores
- Élections régionales de 2004 : 48,62 % pour Jean-François Copé (UMP), 37,79 % pour Jean-Paul Huchon (PS), 64,81 % de participation[76].
- Élections régionales de 2010 : 54,54 % pour Valérie Pécresse (UMP), 45,46 % pour Jean-Paul Huchon (PS), 46,00 % de participation[77].
- Élections régionales de 2015 : 49,25 % pour Valérie Pécresse (LR), 29,22 % pour Claude Bartolone (PS), 57,60 % de participation.

#### Élections cantonales et départementales, résultats des deuxièmes tours
- Élections cantonales de 2004 : 52,80 % pour François Pelletant (DVD), 47,20 % pour Delphine Antonetti (PS), 64,89 % de participation[78].
- Élections cantonales de 2011 : 50,78 % pour François Pelletant (DVD), 49,22 % pour Jérôme Cauët (PS), 36,44 % de participation[79].
- Élections départementales de 2015 : 72,72 % pour Sandrine Gelot Rateau et Claude Pons (UMP), 27,28 % pour Mireille Cuniot-Ponsard (EELV) et Didier Varenne (PS), 47,01 % de participation.

#### Élections municipales, résultats des deuxièmes tours
- Élections municipales de 2001 : données manquantes.
- Élections municipales de 2008 : 45,35 % pour Claude Pons (DVD), 34,85 % pour Lucien Pornin (DVD), 63,17 % de participation[80].
- Élections municipales de 2014 : 66,55 % pour Claude Pons (UMP) élu au premier tour, 33,44 % pour Bernard Lafont (DVD), 62,31 % de participation.
- Élections municipales de 2020 : en cours

#### Référendums
- Référendum de 2000 relatif au quinquennat présidentiel : 73,62 % pour le Oui, 26,38 % pour le Non, 31,21 % de participation[81].
- Référendum de 2005 relatif au traité établissant une Constitution pour l’Europe : 54,59 % pour le Oui, 45,41 % pour le Non, 69,23 % de participation[82].

### Jumelages
| Stetten am · kalten Markt Montlhéry |

Montlhéry a développé des associations de jumelage avec :
- Stetten am kalten Markt (Allemagne) depuis 1978, en allemand Stetten am kalten Markt, située à 506 kilomètres[83].

Par ailleurs, la commune est marraine depuis 2006 du 121e régiment du train stationné sur la base de Linas.

## Population et société

### Démographie

#### Évolution démographique
L'évolution du nombre d'habitants est connue à travers les recensements de la population effectués dans la commune depuis 1793. Pour les communes de moins de 10 000 habitants, une enquête de recensement portant sur toute la population est réalisée tous les cinq ans, les populations de référence des années intermédiaires étant quant à elles estimées par interpolation ou extrapolation. Pour la commune, le premier recensement exhaustif entrant dans le cadre du nouveau dispositif a été réalisé en 2008.

En 2022, la commune comptait 9 238 habitants, en évolution de +22,18 % par rapport à 2016 (Essonne : +2,89 %, France hors Mayotte : +2,11 %).
| 1793  | 1800  | 1806  | 1821  | 1831  | 1836  | 1841  | 1846  | 1851  |
| ----- | ----- | ----- | ----- | ----- | ----- | ----- | ----- | ----- |
| 1 400 | 1 304 | 1 447 | 1 386 | 1 441 | 1 653 | 1 703 | 1 726 | 1 584 |

| 1856  | 1861  | 1872  | 1876  | 1881  | 1886  | 1891  | 1896  | 1901  |
| ----- | ----- | ----- | ----- | ----- | ----- | ----- | ----- | ----- |
| 1 902 | 2 020 | 2 042 | 2 065 | 2 309 | 2 344 | 2 222 | 2 320 | 2 448 |

| 1906  | 1911  | 1921  | 1926  | 1931  | 1936  | 1946  | 1954  | 1962  |
| ----- | ----- | ----- | ----- | ----- | ----- | ----- | ----- | ----- |
| 2 401 | 2 493 | 2 622 | 2 541 | 2 609 | 2 807 | 2 678 | 2 970 | 3 003 |

| 1968  | 1975  | 1982  | 1990  | 1999  | 2006  | 2008  | 2013  | 2018  |
| ----- | ----- | ----- | ----- | ----- | ----- | ----- | ----- | ----- |
| 3 283 | 3 714 | 4 359 | 5 195 | 5 676 | 6 374 | 6 535 | 7 384 | 7 624 |

| 2022  | - | - | - | - | - | - | - | - |
| ----- | - | - | - | - | - | - | - | - |
| 9 238 | - | - | - | - | - | - | - | - |

Montlhéry connaît l’évolution démographique d’un gros bourg avec une progression douce, elle comptait 1 400 habitants lors du premier recensement des personnes en 1793 et arrivait à 2 320 résidents un siècle plus tard. Particularité, la commune fut « oubliée » lors de la publication des résultats officiels du recensement de 1866, compliquant notamment la mesure des pertes dues à la guerre de 1870. Le début du XXe siècle permit une progression relativement faible, stoppée par la perte de 129 montlhériens au cours de la Seconde Guerre mondiale, dont quatre-vingt-douze morts au combat. La deuxième moitié du siècle dernier connut une forte progression, semblable dans ses proportions à l’ensemble des communes de l’agglomération parisienne, passant de 2 970 personnes en 1954 à 6 374 résidents décomptés au recensement de 2006. Cette même année, 6,1 % de la population montlhérienne était d’origine étrangère, 9 % des foyers étaient composés de familles monoparentales. Parmi cette population étrangère, 3,9 % venaient du Portugal, 0,4 % d’Algérie et d’Italie, 0,2 % du Maroc et d’Espagne et 0,1 % de Tunisie.

#### Pyramide des âges
En 2018, le taux de personnes d'un âge inférieur à 30 ans s'élève à 39,0 %, soit en dessous de la moyenne départementale (39,9 %). À l'inverse, le taux de personnes d'âge supérieur à 60 ans est de 20,2 % la même année, alors qu'il est de 20,1 % au niveau départemental.
En 2018, la commune comptait 3 775 hommes pour 3 849 femmes, soit un taux de 50,49 % de femmes, légèrement inférieur au taux départemental (51,02 %).
Les pyramides des âges de la commune et du département s'établissent comme suit.
| Hommes | Classe d’âge | Femmes |
| ------ | ------------ | ------ |
| 0,6    | 90 ou +      | 1,9    |
| 4,6    | 75-89 ans    | 6,4    |
| 13,1   | 60-74 ans    | 13,7   |
| 19,7   | 45-59 ans    | 19,5   |
| 21,5   | 30-44 ans    | 20,7   |
| 18,9   | 15-29 ans    | 18,8   |
| 21,6   | 0-14 ans     | 18,9   |

| Hommes | Classe d’âge | Femmes |
| ------ | ------------ | ------ |
| 0,5    | 90 ou +      | 1,4    |
| 5,4    | 75-89 ans    | 7,2    |
| 12,9   | 60-74 ans    | 13,9   |
| 20     | 45-59 ans    | 19,4   |
| 19,9   | 30-44 ans    | 20,1   |
| 20     | 15-29 ans    | 18,2   |
| 21,3   | 0-14 ans     | 19,8   |

### Enseignement
La commune est intégrée au secteur de l’académie de Versailles. Les élèves de la commune sont scolarisés dans l’école primaire du Parc-Mirablon et le collège Paul-Fort. Trois établissements privés complètent l’offre, l’école primaire privée catholique du Sacré-Cœur rattachée au diocèse, l’Institut Bouteilly et l’Institut Moreau, un collège créé en 1828 associé à l’école primaire privée Blaise-Pascal créée en 1832. Les étudiants doivent continuer leurs études dans le lycée Edmond-Michelet à Arpajon. Trois associations de parents d’élèves sont présentes dans la commune. Les jeunes enfants sont accueillis au sein de la crèche parentale Les souris vertes.

### Santé
La commune ne dispose pas d’établissement de santé sur son territoire. Le centre hospitalier d’Arpajon et son SMUR traitent les urgences du canton. Divers établissements sont répartis à proximité, à Longjumeau et Brétigny-sur-Orge. Douze médecins et huit chirurgiens-dentistes exercent dans la commune, deux pharmacies y sont installées. Six associations à but social agissent pour les Montlhériens.

### Services publics
La commune dispose pour sa sécurité d’un poste de police nationale et municipale, d’une caserne de gendarmerie nationale et d’un centre de secours et incendie. Elle accueille aussi une agence postale et un centre du Trésor public. Deux offices notariales sont implantés dans la commune. La commune est rattachée aux tribunaux d’instance et de prud’hommes de Longjumeau, des tribunaux de commerce et de grande instance d’Évry, tous dépendants de la cour d'appel de Paris.

### Culture
La commune dispose pour ses activités culturelles du foyer Georges-Brassens, de la salle des fêtes et d’une maison du patrimoine. Le centre culturel et artistique Michel-Spiral est opérationnel depuis 2008. Onze associations à but culturel œuvrent dans la commune. Elle a mis en place un Office de tourisme pour la promotion de son patrimoine.

### Sports
La commune dispose d’équipements sportifs importants au regard du nombre d’habitants, en partie grâce à sa qualité de chef-lieu de canton et de siège de l’intercommunalité. On trouve les gymnases Paul-Fort, Maurice-Picard et de la Plaine-Mirablon, les stades Rouge et Paul-Desgouillons, trois courts de tennis et la piscine intercommunale.
Montlhéry fut ville-étape du Tour de France 1993.
Bien que situé sur les communes de Linas, Bruyères-le-Châtel et Ollainville, le circuit automobile a contribué à la notoriété de Montlhéry. L’autodrome de Linas-Montlhéry a eu ses heures de gloire depuis sa création en 1924 par Alexandre Lamblin. Il a été le siège de nombreuses courses dont le Bol d'or et d’innombrables records. En juin 2004 s’est déroulé le « Grand-Prix de l’Âge d’Or », dernière utilisation du circuit avant sa fermeture définitive.
Le 8 décembre 2019, l'ESA Linas-Montlhéry se qualifie en 32e de finale de la Coupe de France de football. Le 9 décembre 2019, le tirage au sort fait affronter Linas-Montlhéry et le club parisien du PSG.

### Lieux de culte

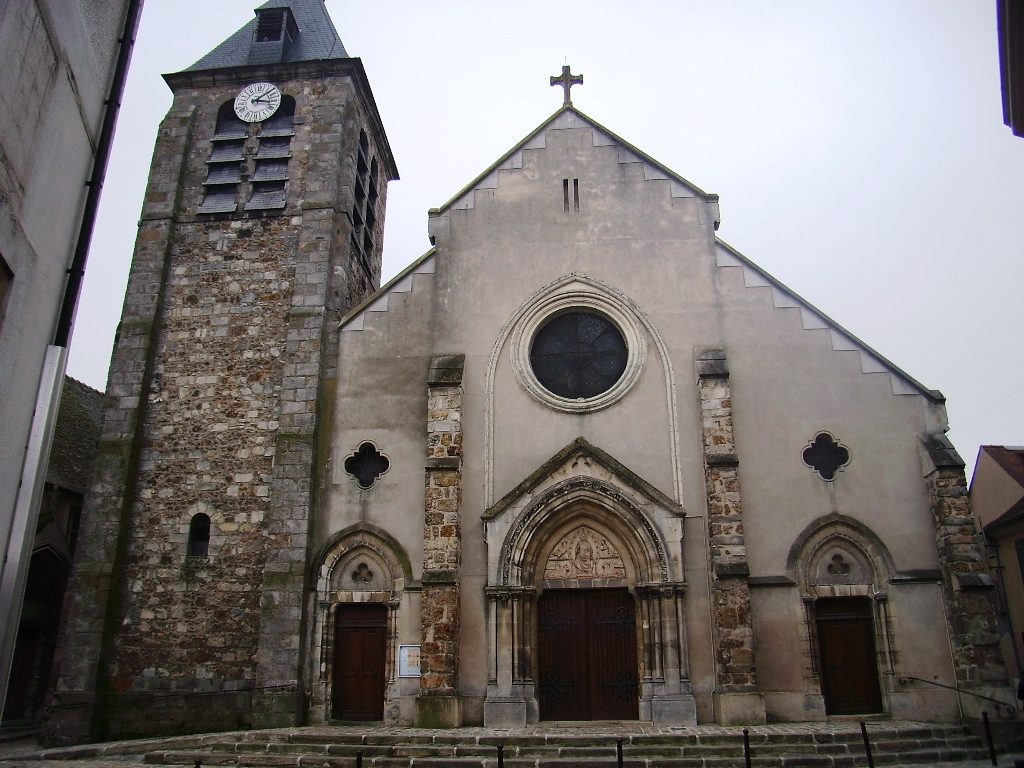
L’église de la Sainte-Trinité.

La paroisse catholique de Montlhéry est attachée au diocèse d'Évry-Corbeil-Essonnes et au doyenné de Montlhéry-Longpont. Elle dispose de l’église dédiée à la Sainte Trinité.

### Médias
Montlhéry est située dans la zone d’émission des chaînes de télévision régionales France 3 Paris Île-de-France Centre, IDF1 et Télif. La radio Rire et Chansons dispose d’une fréquence propre au bassin d’émission à partir de Montlhéry. Le quotidien Le Parisien et l’hebdomadaire Le Républicain relate les informations concernant le pays de Montlhéry.

## Économie
Montlhéry est située au carrefour de deux grands axes régionaux, la route nationale 20, qui traverse son territoire du nord au sud, et la Francilienne, qui passe à Linas. Cette situation permet à la commune de compenser le manque d’infrastructures ferroviaires. La route nationale entre Paris et Orléans a traditionnellement une importance commerciale, symbolisée par la présence maintenue du marché les lundis et jeudis, et perpétuée aujourd’hui avec la concentration de grandes enseignes tel Bricoman. Elle est aujourd’hui intégrée au bassin d'emploi d’Orly.
Trois cent soixante quinze entreprises sont implantées dans la commune, dont cent quatorze dans le secteur du commerce, totalisant 3 329 emplois et quarante-quatre structures ont été créées en 2006. Le principal employeur de la commune et de l’intercommunalité est Bouygues Construction avec 490 emplois et les Transports Daniel Meyer implantés depuis 1856.
Fruit de l'Histoire, l’agriculture représente encore une part importante de l’économie avec six exploitations encore en activités totalisant huit hectares et dix sept salariés, principalement pour le maraîchage. Deux hôtels sont répartis dans la commune et disposent de dix-neuf chambres à eux deux.

### Emplois, revenus et niveau de vie
En 1999, le taux de chômage s’élevait à 7,5 %, le revenu moyen par ménage s’établissait à 21 282 € en 2004, les professions intermédiaires et employés représentent la majorité avec un total cumulé de 56 % de la population active. Sur un total de 2 439 logements, 58;4 % sont des maisons individuelles, à 62,3 % propriété de leurs occupants. Le revenu fiscal médian par ménage était en 2006 de 23 092 euros, ce qui plaçait Montlhéry au neuf cent onzième rang parmi les 30 687 communes de plus de cinquante ménages en métropole et au soixante-dix-neuvième rang départemental.
| Répartition des emplois par catégorie socioprofessionnelle en 2006. |              |                                           |                                                   |                            |                          |                           |
|                                                                     | Agriculteurs | Artisans, commerçants, chefs d’entreprise | Cadres et professions intellectuelles supérieures | Professions intermédiaires | Employés                 | Ouvriers                  |
| Montlhéry                                                           | 0,1 %        | 4,6 %                                     | 16,1 %                                            | 23,3 %                     | 35,2 %                   | 20,7 %                    |
| Zone d’emploi d’Orly                                                | 0,1 %        | 4,6 %                                     | 15,2 %                                            | 27,8 %                     | 30,3 %                   | 22,1 %                    |
| Moyenne nationale                                                   | 2,2 %        | 6,0 %                                     | 15,4 %                                            | 24,6 %                     | 28,7 %                   | 23,2 %                    |
| Répartition des emplois par secteur d'activité en 2006.             |              |                                           |                                                   |                            |                          |                           |
|                                                                     | Agriculture  | Industrie                                 | Construction                                      | Commerce                   | Services aux entreprises | Services aux particuliers |
| Montlhéry                                                           | 0,3 %        | 3,2 %                                     | 13,9 %                                            | 15,6 %                     | 13,1 %                   | 5,3 %                     |
| Zone d’emploi d’Orly                                                | 0,5 %        | 8,1 %                                     | 7,2 %                                             | 15,0 %                     | 14,3 %                   | 6,3 %                     |
| Moyenne nationale                                                   | 3,5 %        | 15,2 %                                    | 6,4 %                                             | 13,3 %                     | 13,3 %                   | 7,6 %                     |
| Sources : Insee                                                     |              |                                           |                                                   |                            |                          |                           |

## Culture locale et patrimoine

### Patrimoine environnemental
Montlhéry est située dans la verdoyante vallée de l’Orge mais son petit territoire est majoritairement urbanisé. Subsiste une partie du bois du Grand Chêne, commune à la commune voisine de La Ville-du-Bois. Trois parcs sont répartis dans la commune, le parc de la Tourangelle sur six hectares, le parc de la Tour sur deux hectares et demi et le parc de la Souche sur un hectare.
Des bois au sud et au nord du territoire ont été recensés au titre des espaces naturels sensibles par le conseil départemental de l'Essonne.

### Patrimoine architectural

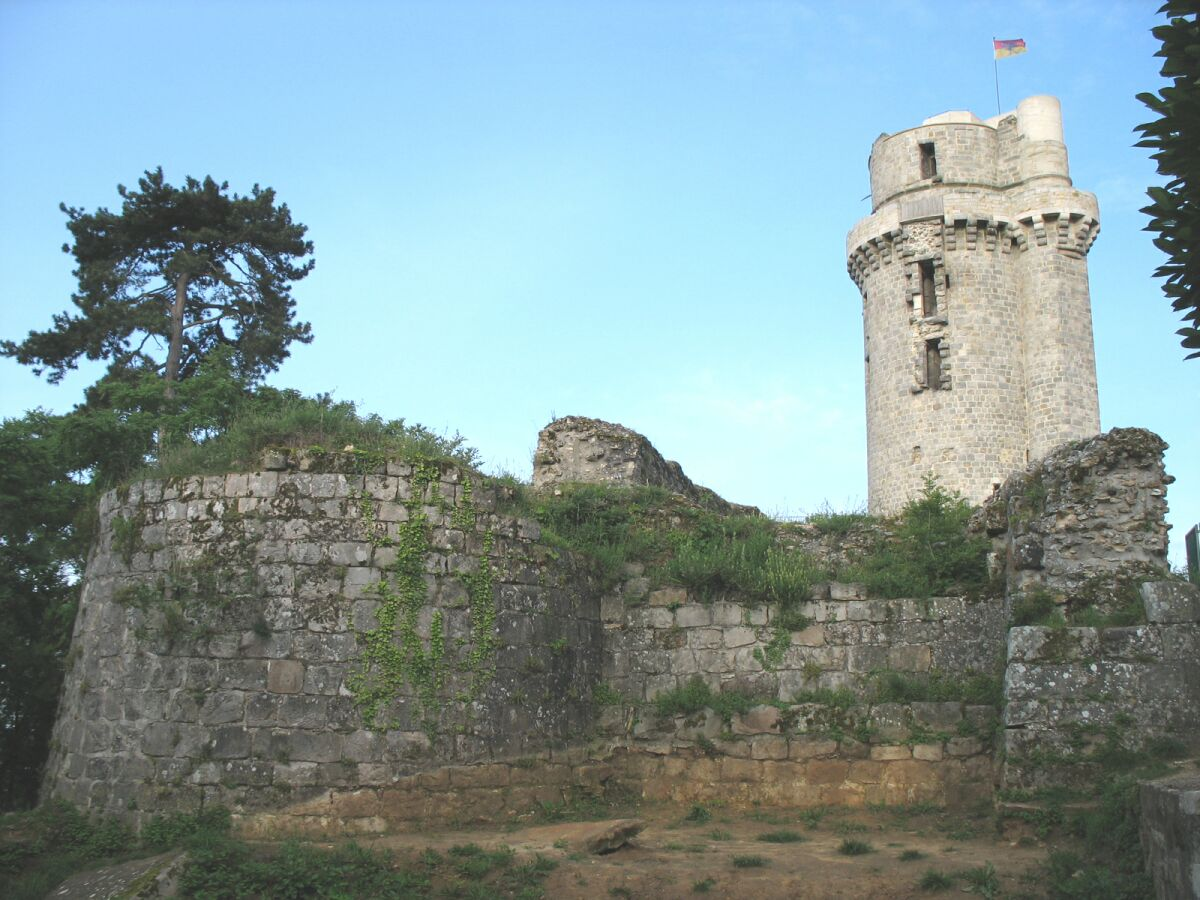
Le château de Montlhéry.

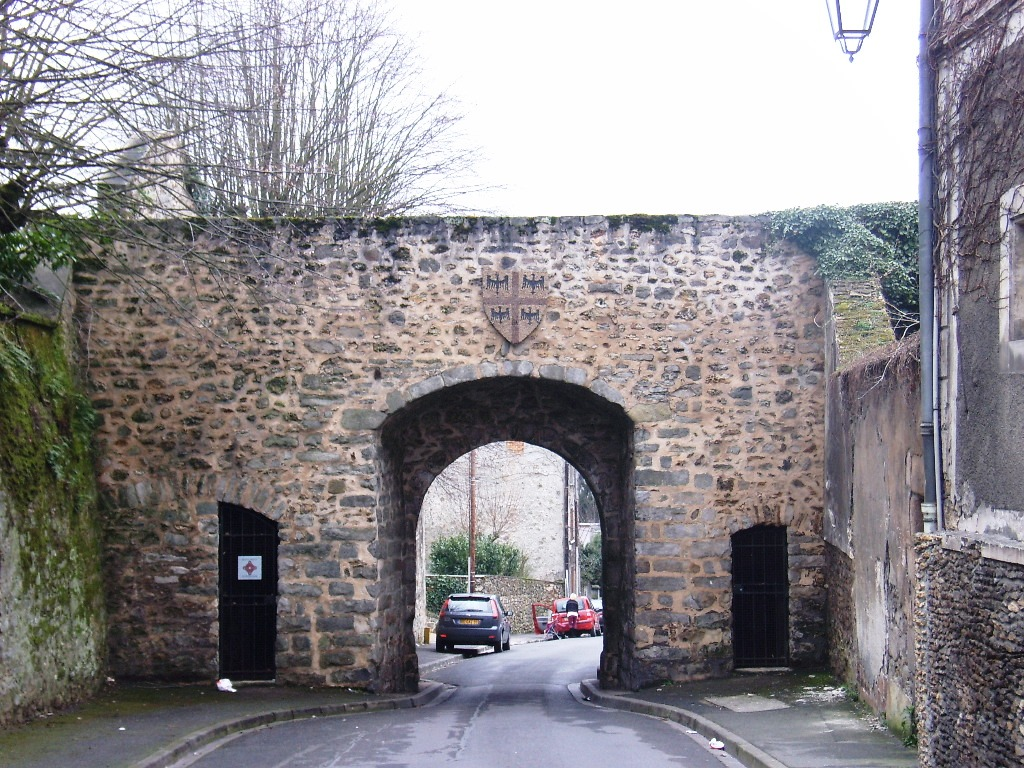
La porte Baudry.

Montlhéry est riche d’un patrimoine architectural varié, acquis durant les différentes époques d’occupation.
Du Moyen Âge, époque glorieuse de la ville, subsiste l’église de la Sainte-Trinité construite au XIIIe siècle et remaniée au XVIIe siècle sur les ruines de la chapelle Notre-Dame-du-Mont-Carmel élevée en 1160 avec la léproserie par Louis VII. Subsiste aussi du Moyen Âge l’Hôtel-Dieu construit en 1149 et remanié au XIXe siècle inscrit partiellement aux monuments historiques depuis 1926, les ruines de l’ancienne prison de la Prévoté datant du XIIIe siècle, remaniée aux XVIe et XVIIe siècles inscrite aux monuments historiques depuis 1937.
Le château fort dont ne subsiste que le donjon, traditionnellement nommé château de Montlhéry, date des XIIIe et XIVe siècles, il est classé monument historique depuis 1840, et est propriété de l’État. Grâce à son emplacement privilégié, ce donjon a notamment connu les expériences de Pierre Gassendi (mesure de la célérité du son), de Claude Chappe (expérimentation du télégraphe optique en 1794), d’Alfred Cornu (mesure de la célérité de la lumière en 1874).
Les époques suivantes ont laissé la chapelle Notre-Dame-de-l’Assomption construite au XVIIIe siècle, les fortifications de la ville, notamment la porte Baudry, du XVIe siècle et classées monuments historiques depuis 1926, l’institution Graillot, ancienne école de commerce construite au XIXe siècle, la villa Moreau construite en 1937, l’ancien hôtel de ville construit au XIXe siècle, l’hôtel de Poste du XIXe siècle et le château de la Souche des XVIIIe et XIXe siècles.
S’ajoute un nombreux petit patrimoine, notamment le monument aux morts, l’ensemble de menuiserie de l’église de la Sainte-Trinité, les sculptures, notamment fonts baptismaux de 1716 classés monument historique depuis 1914 et les vitraux, enfin six tombeaux de familles dans le cimetière communal.

Galerie de photographies
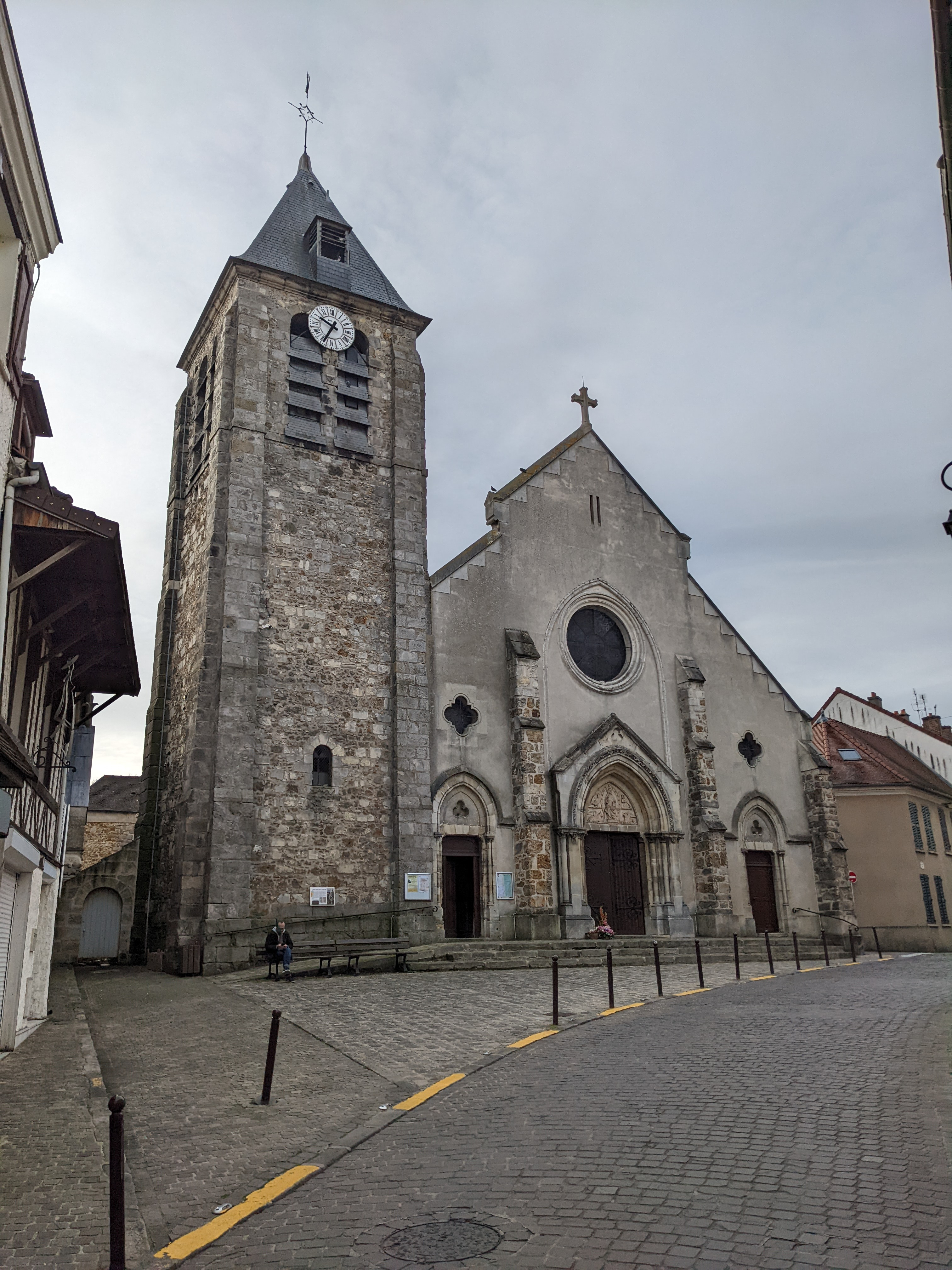
Église de la Sainte-Trinité de Montlhéry.
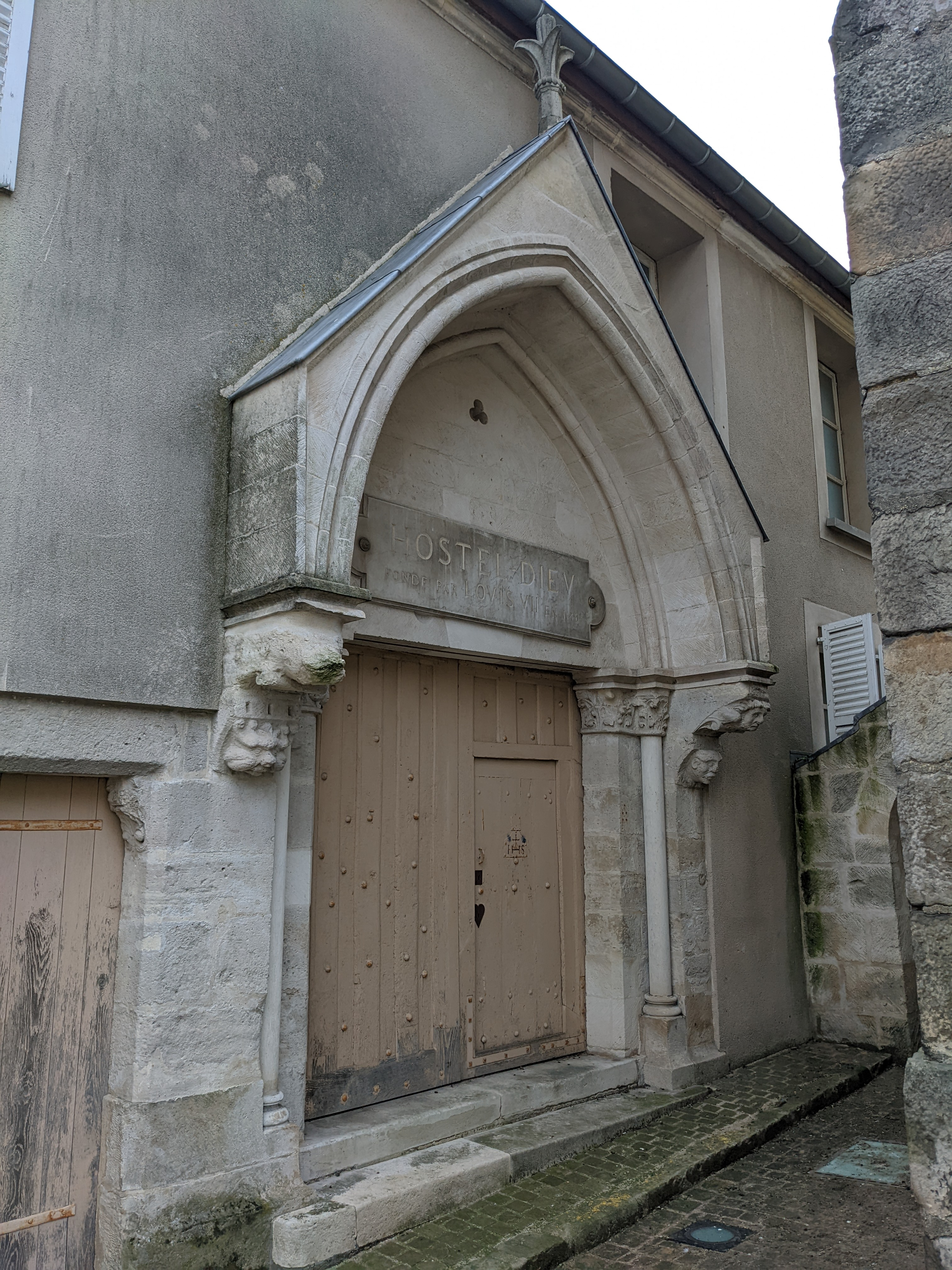
Portail de l'Hôtel-Dieu de Montlhéry.
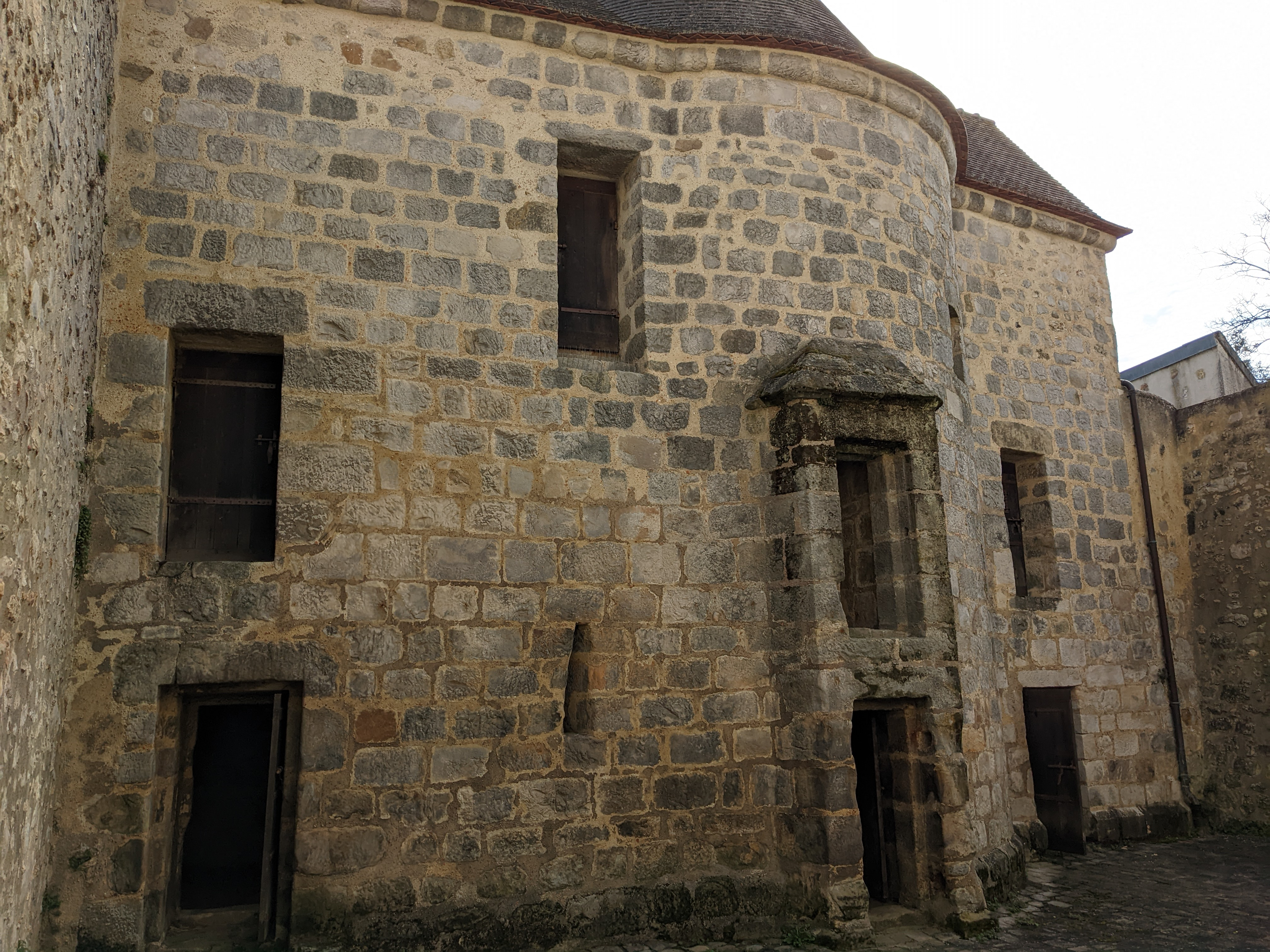
Prison de la Prévôté de Montlhéry.
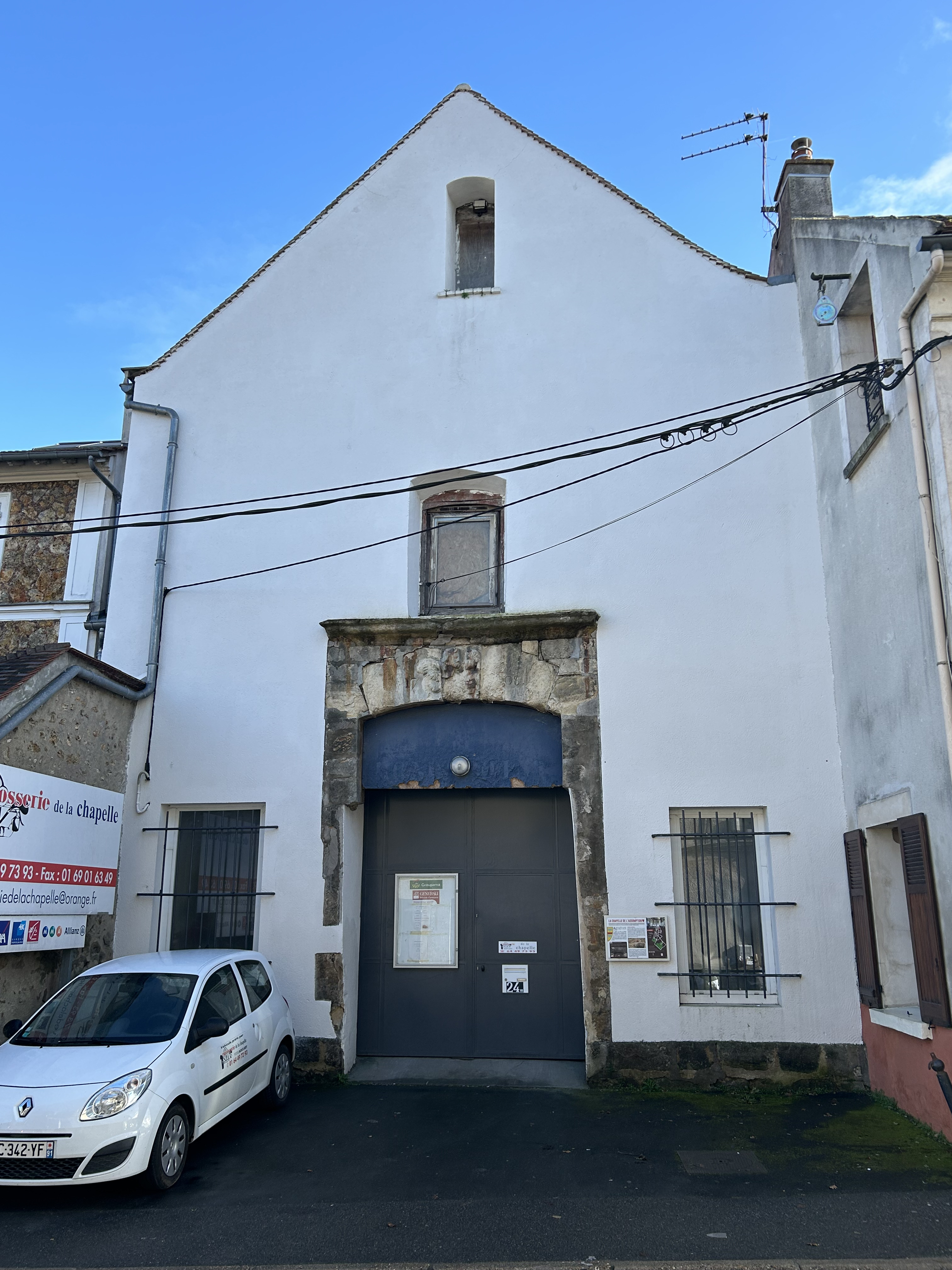
Chapelle Notre-Dame-de-l'Assomption de Montlhéry.
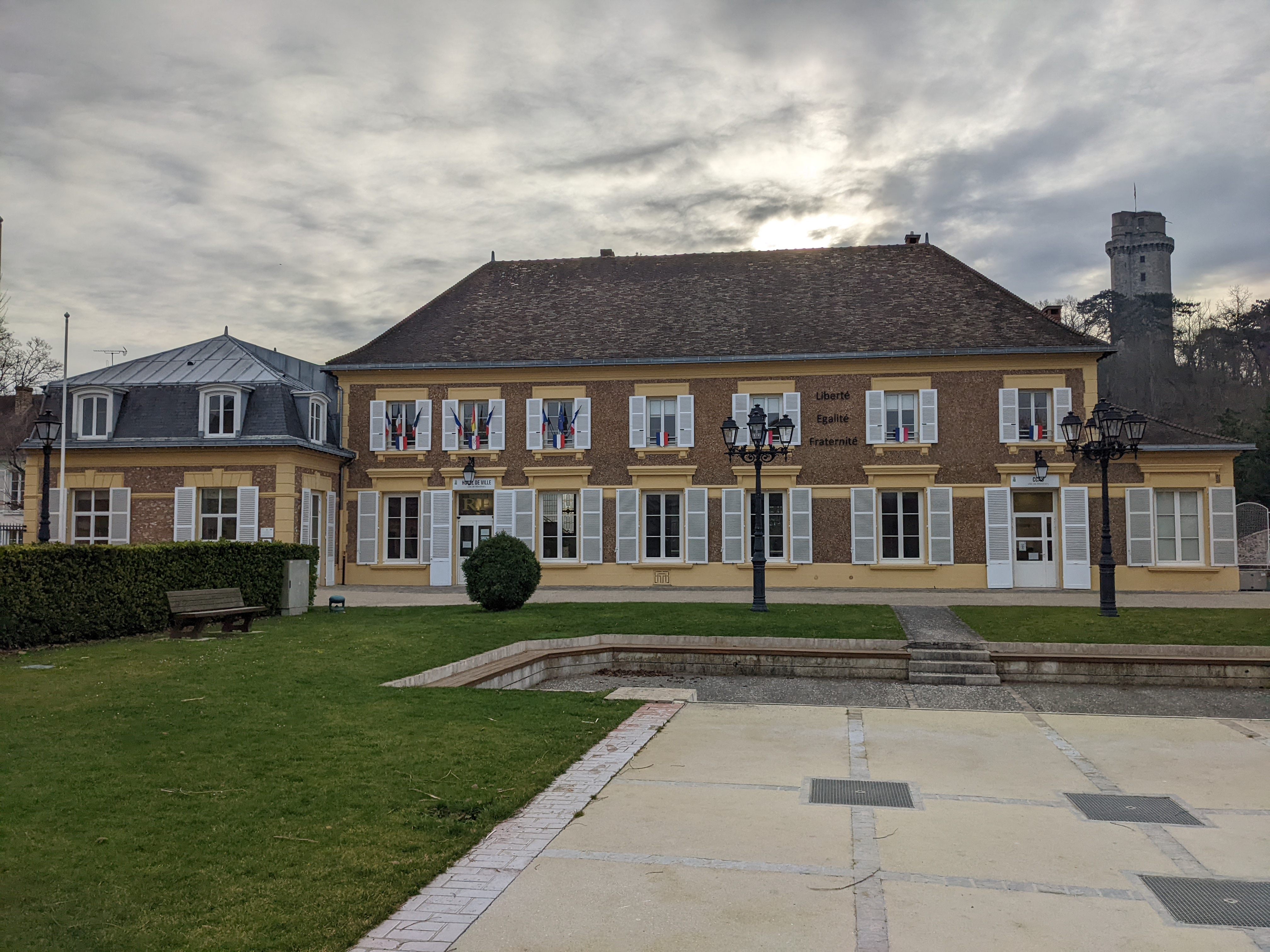
Château de la Souche, actuelle mairie.
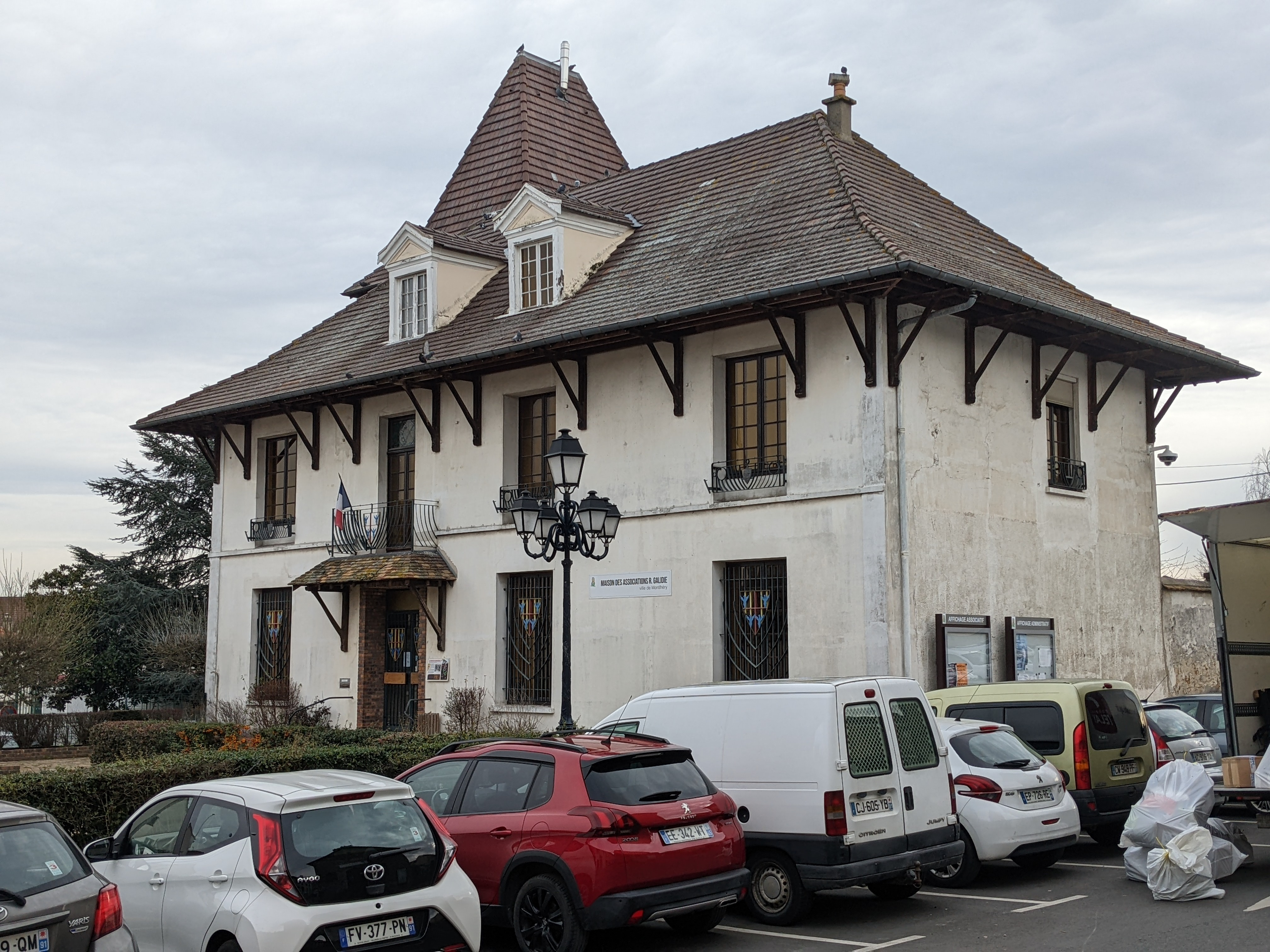
L'ancienne mairie.
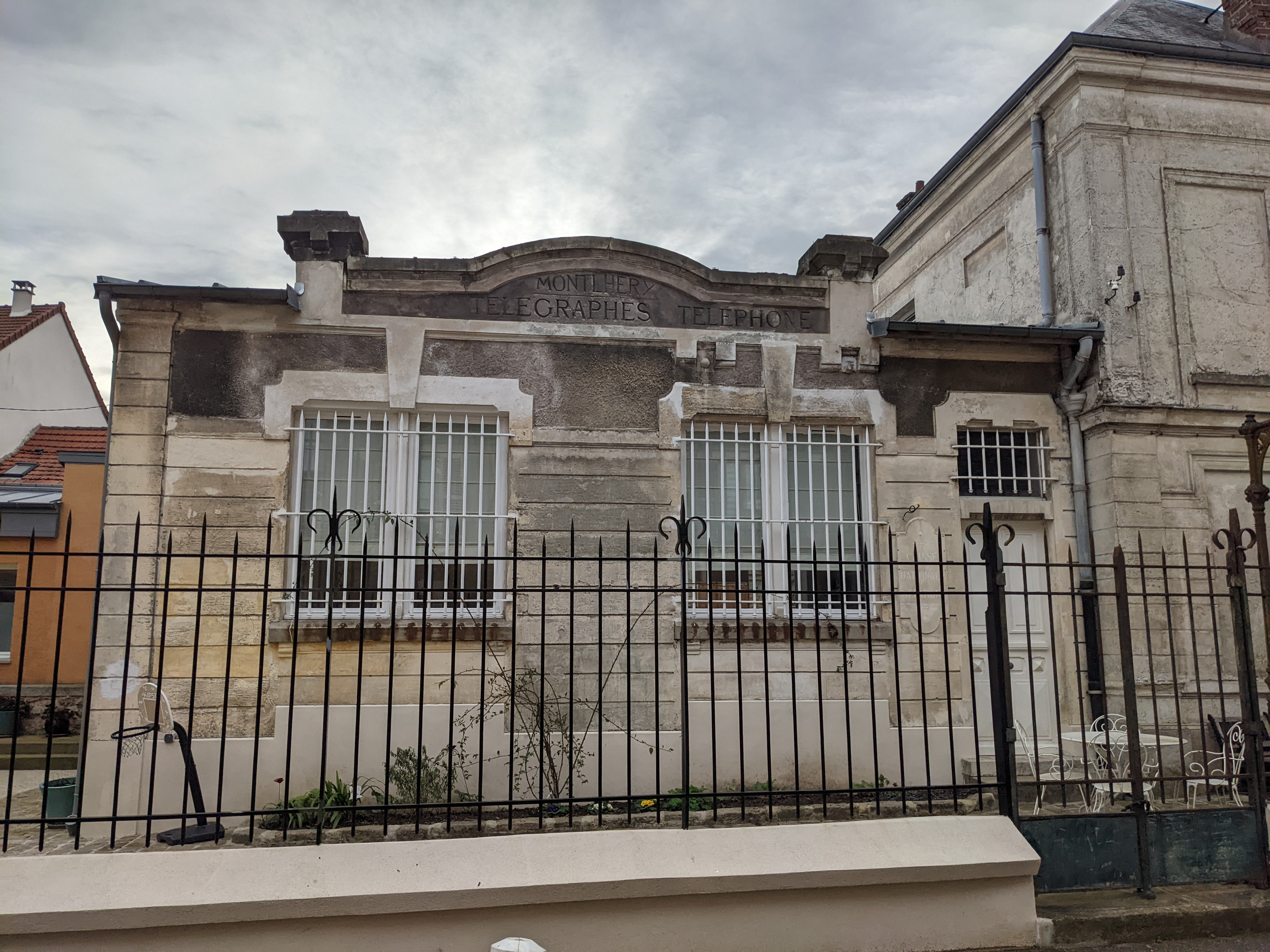
Anciens bureaux Télégraphes Téléphone.
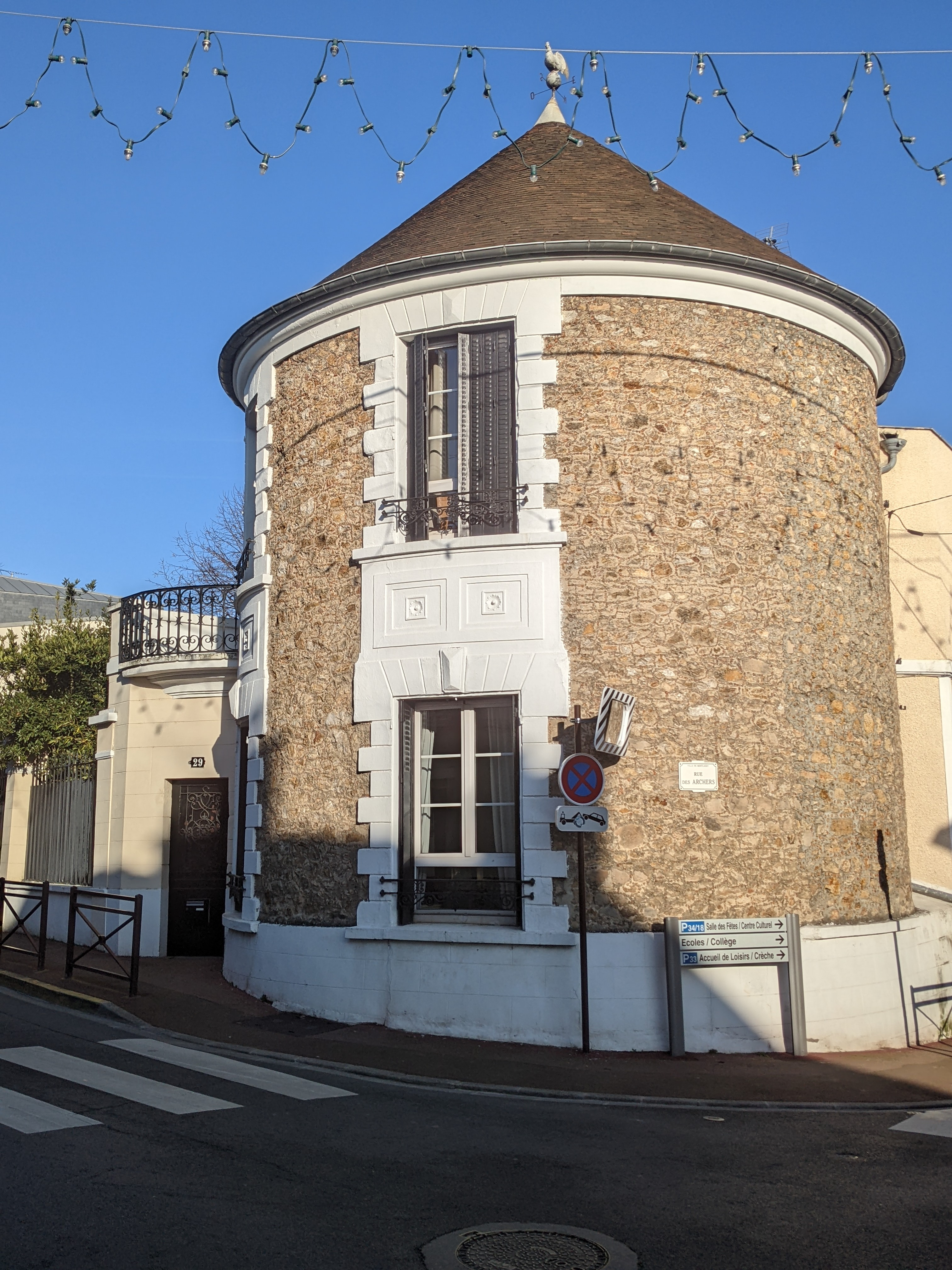
Tour de la porte de La Borde.
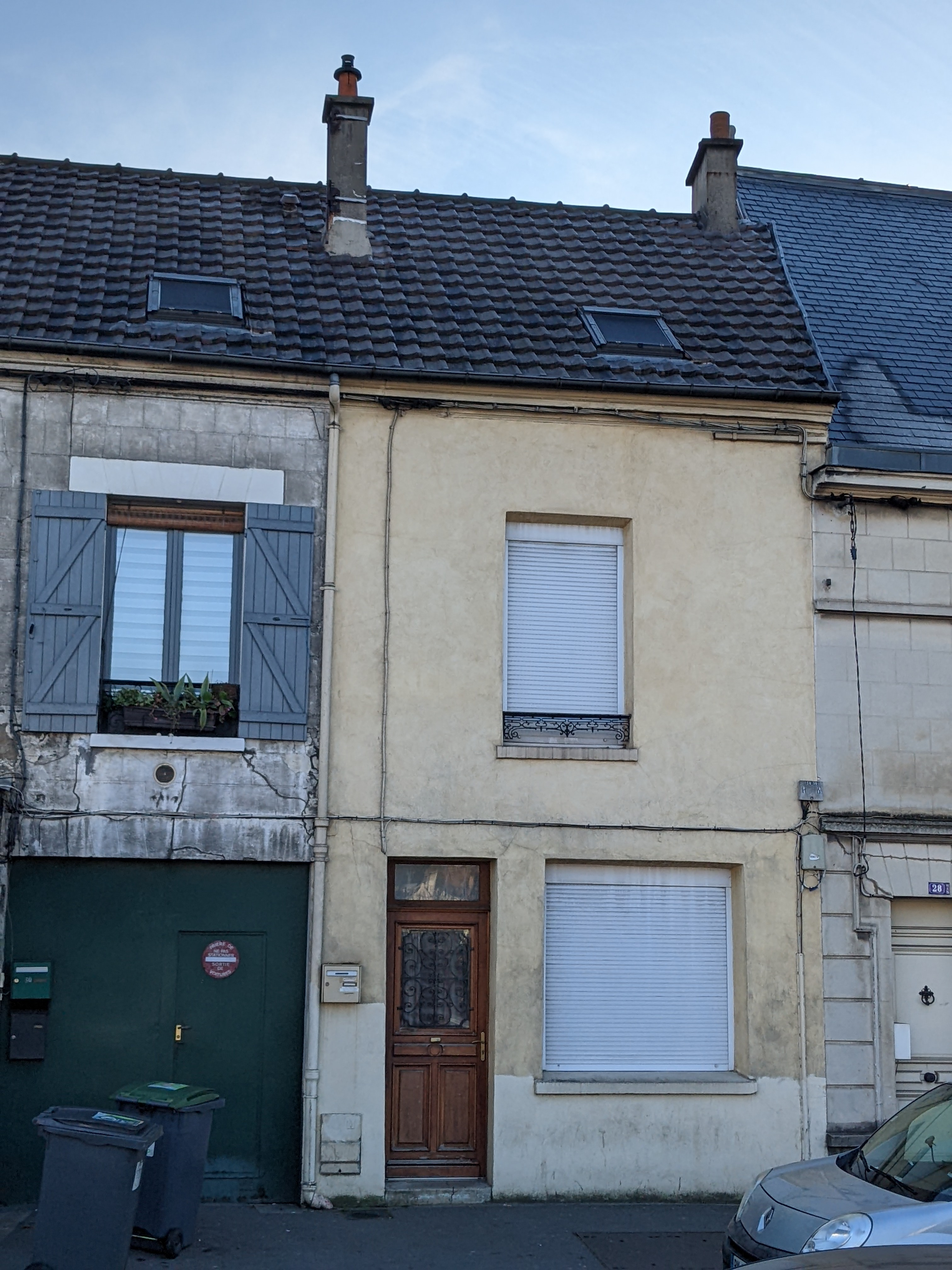
Ancienne gare de l'Arpajonnais de Montlhéry.

### Personnalités liées à la commune
Différents personnages publics sont nés, décédés ou ont vécu à Montlhéry :
- Hodierne de Gometz (1020-1074) est la première dame connue de Montlhéry et l'épouse de Gui Ier de Montlhéry ;
- Gui Ier de Montlhéry (?-1095) fut seigneur de Montlhéry ;
- Philippe Ier de France (v. 1152-1108), roi des Francs, séjourna au château ;
- Suger de Saint-Denis (v. 1080-1151), premier ministre, séjourna au château ;
- Louis VI de France (1081-1137), roi des Francs séjourna au château ;
- Milon Ier de Montlhéry (?-1102) fut seigneur de Montlhéry ;
- Gui II de Montlhéry (?-1109) fut seigneur de Montlhéry, participa à la Première croisade ;
- Milon II de Montlhéry (?-1118) fut seigneur de Montlhéry, de Bray-sur-Seine et de Troyes ;
- Louis VII de France (1120-1180), roi des Francs, séjourna au château ;
- Philippe II de France (1165-1223), roi des Francs, séjourna au château ;
- Louis IX de France (1214-1270), roi de France, séjourna au château ;
- Jean II de France (1319-1364), roi de France, séjourna au château ;
- Charles V de France (1338-1380), roi de France, séjourna au château ;
- Pierre de Brézé (?-1465), sénéchal d’Anjou, Poitou et Normandie, y mourut ;
- Charles d'Allonville (1400-1479), Grand chambellan de France, fut gouverneur de Montlhéry ;
- François de Pérusse des Cars (?-1595) fut le premier comte de Montlhéry ;
- Henri IV de France (1553-1610), roi de France, séjourna au château ;
- Armand Jean du Plessis de Richelieu (1585-1642), cardinal, en fut seigneur engagiste ;
- Jean-François Eurry de La Pérelle (v.1691-v.1768), officier de la Nouvelle-France y mourut ;
- Guillaume-Thomas Raynal (1713-1796), écrivain, y vécut ;
- Philippe de Noailles (1715-1794), aristocrate et mousquetaire, en fut seigneur engagiste ;
- Jean-Baptiste Camille Corot (1796-1875), artiste-peintre, y séjourna ;
- Hortense Allart de Méritens (1801-1879), femme de lettres et féministe, y habita et y décéda ;
- Victor Hugo (1802-1885), écrivain, y séjourna en 1834 ;
- Charles Nouette (1869-1910), photographe, y est né ;
- Paul Fort (1872-1960), poète surnommé Le Prince des Poètes, y vécut de 1921 jusqu'à sa mort ;
- Joseph Kessel (1898-1979), journaliste, romancier y vécut ;
- Pierre Béarn (1902-2004), poète, y vécut ;
- Pierre Brasseur (1905-1972), acteur et réalisateur, y vécut son enfance ;
- Jean Dunot (1906-1968), acteur y est né ;
- Georges Speicher (1907-1978), cycliste, fut surnommé le « Roi de Montlhéry » pour les titres qu'il remporta à l'autodrome voisin de Linas.
- Louisard (né le 18/09/1895 et mort le 26/04/1960 à Montlhéry), acteur (Films : Le Schpountz - Regain de M. Pagnol)

### Festivités
Principale fête communale, institutionnalisée en 1908, la foire à la Tomate se déroule chaque année le deuxième week-end de septembre.

### Héraldique et logotype

Logo.

| Blason de Montlhéry | Blason  | D’or à la croix de gueules cantonnée de quatre alérions d’azur, qui est Montmorency ancien, surmonté d’une couronne comtale à neuf perles. |
| Blason de Montlhéry | Détails | Ce blason correspond aux anciennes armes de Bouchard Ier de Bray, premier seigneur de Montlhéry, appartenant à la Maison de Montmorency, famille qui l’utilisait alors avant d’ajouter douze alérions à partir de 1214. Il a aussi été attribué à l’ancienne province du Hurepoix dont Montlhéry était un fief et au village de Chamarande. La commune s’est en outre dotée d’un logotype présentant le blason couronné sur la tour. |

### Devise
La devise de la commune est « Meminerit se Deum habere testem » en latin ce qui signifie « Qu’il se souvienne qu’il a Dieu pour témoin ».

### Montlhéry dans les arts et la culture
- Contrairement au nom qui lui a été donné et à sa notoriété populaire, l’autodrome de Linas-Montlhéry ne se trouve pas à Montlhéry mais plus au sud sur les communes voisines de Linas, de Bruyères-le-Châtel et d'Ollainville.
- Le camp de « Linas-Montlhéry » ouvert en 1940 pour l'internement des Tsiganes était soit « dans l'enceinte de l'autodrome »[123], soit situé dans la commune d’Ollainville à l'endroit qui accueille aujourd’hui le 121e régiment du train[124].
- Une légende veut que ce soit de Montlhéry que partit l’unité du royaume de France à la suite de la relative victoire de Louis XI à la bataille de Montlhéry sur la Ligue du Bien public, engageant la déchéance du puissant État bourguignon.
- Jean-Baptiste Corot a peint La Tour de Montlhéry aujourd’hui conservé au musée du Louvre[125].
- Montlhéry figure dans le roman historique d'Alexandre Dumas, Le Comte de Monte-Cristo. Le personnage principal, Edmond Dantès, s'y rend pour utiliser le relais télégraphique.
- La bataille de Montlhéry est citée plusieurs fois par Jacquouille dans le film Les Visiteurs.
- Eugène Dabit, écrivain, auteur d'Hôtel du Nord, a publié en 1933 un livre autobiographique, "Faubourgs de Paris", dont les derniers chapitres se passent à Montlhéry et racontent sa vie de garçon de café à l'hôtel / auberge du Maillet d'Or, 34 route d'Orléans.